# Калмацуй
Калмацуй (рум. Călmăţui, Кэлмэцуй) — село в Хынчештском районе Молдавии. Относится к сёлам, не образующим коммуну.

## География
Село расположено на высоте 38 метров над уровнем моря.

## Население
По данным переписи населения 2004 года, в селе Калмэцуй проживает 1508 человек (751 мужчина, 757 женщин).
Этнический состав села:
| Национальность | Число жителей | Процентный состав |
| -------------- | ------------- | ----------------- |
| молдаване      | 1471          | 97.55             |
| украинцы       | 24            | 1.59              |
| русские        | 11            | 0.73              |
| румыны         | 2             | 0.13              |
| Всего          | 1508          | 100%              |